# Nagroda im. Jerzego Łojka
Nagroda Naukowa im. Jerzego Łojka – utworzona w 1989 przez Bożenę Mamontowicz-Łojek, żonę Jerzego Łojka (1932–1986), przyznawana „dla autorów prac o tematyce niepodległościowej i historycznej z zakresu wypełniania białych plam w historii”. Początkowo była finansowana z tantiemy z książek autorstwa Jerzego Łojka, później jej fundatorem i zarządcą została Fundacja im. Jerzego Łojka przy Instytucie Józefa Piłsudskiego w Nowym Jorku, której założycielami byli Danuta i Andrzej Cisek. W pierwotnym założeniu Bożeny Mamontowicz-Łojek nagroda miała być przyznawana historykom, zaś później Fundacja rozszerzyła formułę, wyróżniając także działaczy niepodległościowych.

## Laureaci
- 1989: Jan Brzoza (właściwie Bohdan Skaradziński) za pracę Polski rok 1919, Marek Ney-Krwawicz za pracę Struktura i funkcjonowanie centralnego aparatu dowodzenia Służby Zwycięstwu Polski - Związku Walki Zbrojnej - Armii Krajowej w latach 1939-1945, Karol Liszewski (właściwie Ryszard Szawłowski) za pracę Wojna polsko-sowiecka 1939 r.; wyróżnienia: Editions Spotkania za działalność wydawniczą, Wiesław Chrzanowski za pracę Stronnictwo Narodowe w latach 1945-1947 na terenie Kraju.  Zarys działalności, Jerzy Węgierski za pracę W lwowskiej Armii Krajowej[4].
- 1990: Andrzej Przemyski za pracę Ostatni komendant gen. Leopold Okulicki, Anna Cienciała za prace Polska polityka zagraniczna w latach 1926-1939, Joanna K.M. Hanson za pracę Nadludzkiej poddani próbie. Ludność cywilna Warszawy w powstaniu 1944, Piotr Łossowski za pracę Tragedia państw bałtyckich 1939-1941, Janusz K. Zawodny za pracę Katyń[5].
- 1991:  I nagroda - Jędrzej Tucholski za pracę Mord w Katyniu. Lista ofiar, II nagroda - Grażyna Lipińska za pracę Jeśli zapomnę o nich..., wyróżnienia - Kazimierz Zamorski za pracę Dwa tajne biura Drugiego Korpusu oraz pismo Jaworzniacy[6][7].
- 1992: Marek Tarczyński za pracę Zbrodnia katyńska. Droga do prawdy, Longin Tomaszewski za prace Kronika wileńska 1939-1941 i Kronika wileńska 1941-1945, Czesław Hołub za pracę Okręg poleski ZWZ-AK w latach 1939-1944, Tadeusz Fedorowicz za pracę Drogi Opatrzności, Adolf Pilch za pracę Partyzanci trzech puszcz[8][9].
- 1993: Roman Aftanazy za pracę Dzieje rezydencji na dawnych kresach Rzeczypospolitej[10][11].
- 1994: Stanisław Murzański za książkę Między kompromisem a zdradą. Intelektualiści wobec przemocy 1945-1956, Elżbieta Zawacka za książkę Czekając na rozkaz. Pogotowie Społeczne Organizacji Przysposobienia Wojskowego Kobiet w przededniu II wojny światowej, Józef Garliński za książkę Polska w II wojnie światowej i całokształt twórczości historycznej, Andrzej Krzysztof Kunert za książkę Powstanie Warszawskie 1944 oraz za całość jego pracy, Henryk Pająk za książkę Zbrodnie UBNKWD oraz za działalność wydawniczą udostępniającą dokumenty o walkach niepodległościowych po 1944 r.[12]
- 1995: Zbigniew Herbert za całokształt twórczości, Halina Zakrzewska za książkę Niepodległość będzie twoją nagrodą[13][14].
- 1996: Krzysztof Jasiewicz[15], Krzysztof Szwagrzyk (nagroda główna)[16], Leszek Żebrowski (wyróżnienie)[17][18], Polskie Towarzystwo Naukowe na Obczyźnie[19].
- 1997: Jacek Trznadel, Wojciech Ziembiński[20][21].
- 1999: Jan Malicki[22], Andrzej Nowak[23].
- 2000: Zbigniew Nawrocki[24], Piotr Niwiński za książkę Okręg wileński AK 1944-1948[25].
- 2001: Janusz Kurtyka[26], „Zeszyty Historyczne WiN-u”[27][28].
- 2002: Daniel Bargiełowski[29], Grzegorz Nowik[30]
- 2004: Krystyna Daszkiewicz[31][32], Piotr Gontarczyk[33].
- 2006: Sławomir Cenckiewicz, Wojciech Materski[34][35].
- Jan Żaryn.
- Lech Kowalski.